# Queen: Days of Our Lives
Queen: Days of Our Lives est un documentaire britannique en deux parties réalisé par Matt O'Casey, retraçant la carrière du groupe de rock britannique Queen et diffusé à la télévision entre le 29 et le 30 mai 2011 sur BBC Two. Il est sorti en DVD et Blu-ray chez Universal Music Group en Europe et Eagle Rock Entertainment Ltd. aux États-Unis.
Ce documentaire retrace le parcours du groupe et des membres du groupe : Freddie Mercury, Brian May, Roger Taylor et John Deacon. Seuls May et Taylor ont été interviewés pour ce documentaire, car Mercury étant décédé en 1991 et Deacon, ayant pris sa retraite depuis 1997, a refusé d'y participer. Les images d'archives ont été utilisés pour Mercury et Deacon.
Quand elle a été diffusée au Royaume-Uni sur BBC 2 le 29 et 30 mai 2011, Queen: Days of Our Lives était l'émission télévisée la mieux notée de son créneau, battant toutes les autres chaînes et atteignant le record de 3 millions de téléspectateurs.

## Critiques
- « Un documentaire en deux parties absolument formidable » - Daily Mail[6]
- « Un documentaire envoûtant, narré avec intelligence, humour et beaucoup d'honnêteté » - Times[6]
- « Cette magnifique série en deux parties nous raconte, avec beaucoup d'émotion, l'histoire du meilleur group live de l'histoire du rock. Avec des scènes inédites, des interviews en toute sincérité et beaucoup de plaisir » - Guardian[6]